# Luc Mellet
Pour les articles homonymes, voir Mellet.
Luc Mellet est un prêtre catholique français né en 1961.
Actif dans le domaine de la transmission du message catholique auprès des adultes dans le diocèse de Nîmes, il dirige le Service national de la catéchèse et du catéchuménat de 2008 à 2014. Depuis 2014, il est curé de la paroisse Nîmes-Centre, où est notamment sise la cathédrale Notre-Dame-et-Saint-Castor.

## Biographie
Natif d'Aix-en-Provence en 1961, Luc Mellet part étudier à Rome. Il commence son parcours comme diacre à Bagnols-sur-Cèze.
Adepte de la marche, il est depuis 1983 l'un des principaux acteurs du pèlerinage de Saint-Gilles. Ce pèlerinage, qui perpétue la tradition des « chemins » médiévaux gardois empruntés par Gilles l'Ermite, est une marche collective dans le but de partager des moments de fraternité entre pèlerins.
Il est ordonné prêtre à Nîmes en 1989 puis passe sa maîtrise en théologie à l'Institut catholique de Lyon en 1994,.
Pendant plusieurs années, il s'engage dans la transmission du message catholique aux adultes. Il crée plusieurs structures dans son diocèse nîmois, telles que le Service de formation des adultes ou la « pastorale de formation des adultes ».
Luc Mellet succède en mai 2008 à Jean-Claude Reichert comme directeur du Service national de la catéchèse et du catéchuménat. Il quitte ses fonctions en septembre 2014, remplacé par Pauline Dawance.
Après avoir été curé de Vauvert (2003-2008), il est nommé in solidum avec Serge Cauvas et Jean-Marie Pesenti aux charges paroissiales de Nîmes en septembre 2014,. Doyen du doyenné de Nîmes, il se voit confier l'ensemble paroissial Nîmes-Centre, sur lequel est située la cathédrale-Notre-Dame-et-Saint-Castor, mais également d'autres églises dans lesquelles il officie.
Cette nomination à la cathédrale fait de lui un archiprêtre et le conduit à transmettre avec l'évêque, Robert Wattebled, des messages à la population nîmoise (catholique ou non) lors d'évènements importants. Il n'hésite également pas à prendre position sur des sujets sociaux et politiques. Responsable de la bonne conservation de l'édifice, il supervise la fin de travaux de rénovation en 2016 et propose des solutions innovantes (financement participatif) pour achever certaines réparations,.

### Catéchèse et formation
Tôt dans son parcours ecclésiastique, Luc Mellet montre un intérêt pour la catéchèse, l'enseignement et la formation catholique. Ainsi, il fonde en 1997 le Service de formation des adultes du diocèse de Nîmes, dont les conférences sont suivies par environ 300 laïcs.
Organisateur de « pastorale de formation des adultes », il enseigne aussi jusqu'en 2003 la patristique au séminaire interdiocésain d'Avignon. Cette même année, il est promu responsable du Service diocésain de la catéchèse.
En 2006, il devient vicaire épiscopal auprès de Robert Wattebled, chargé de l'élaboration du plan catéchétique diocésain.
À partir de 2008, il est nommé directeur du Service national de la catéchèse et du catéchuménat. Ce nouveau poste le conduit à intervenir fréquemment pour expliquer le message catholique et la manière de le transmettre, par exemple la lecture de la Bible, aux autorités ecclésiastiques ou à la population croyante,,,. Il quitte ce poste à l'automne 2014.

## Ouvrage
- Points de repères : guide annuel 2014-2015, Paris, Bayard Presse, 2014  (ISBN 978-2-909820-47-7).